# The Guardian Weekly

The Guardian Weekly är en brittisk nyhetstidning som publiceras av Guardian Media Group, och utkommer en gång per vecka. Den är en av världens äldsta internationella tidningar.
The Guardian Weekly startades 1919 efter första världskriget med syftet att presentera de viktigaste artiklarna från  The Guardian i en veckotidning. 
Den är en internationell tidning som utges i England, Kanada, Australien och Sydafrika. Den innehåller förutom nyhetsmaterial från The Guardian också artiklar från Washington Post och franska Le Monde.